# سیارک ۱۷۸۸۳۰
سیارک ۱۷۸۸۳۰ (به انگلیسی: 178830 Anne-Veronique، نامگذاری:2001HT) صد و هفتاد و هشت هزار و هشتصد و سی‌امین سیارک کشف شده‌است که در ۱۸ آوریل ۲۰۰۱ کشف شد.